# Казимеж Гурский (стадион)
Стадион им. Казимежа Гурского (пол. Stadion im. Kazimierza Górskiego) — многофункциональный стадион в городе Плоцк, Польша. В настоящее время используется главным образом для проведения футбольных матчей. Является домашним стадионом местного клуба «Висла». Максимальная вместимость — 10 798 человека.
Футбольный стадион «Вислы» был построен в 1973 году. Архитекторы первой версии: Яцек Квециньский и Януш Марианьский. В 1976 году реконструированы трибуны. С 30 марта 2004 года стадион носит название в честь известного в прошлом польского футболиста и тренера национальной сборной страны Казимежа Гурского. В 2011 году планируется модернизировать стадион, изменения будут включать в себя расширение количества мест, по крайней мере, до 15 000 и установку крыши над всеми трибунами. На стадионе 10 секторов (А-J). Сектор Е, имеющий 1 200 мест, предназначен для фанатов приезжих команд.